# Kevin Fallon
Kevin Fallon est un footballeur puis entraîneur néo-zélandais né le 3 décembre 1948 à Maltby en Angleterre. Il évolue au poste de défenseur central de la fin des années 1960 au milieu des années 1970.
Formé à Rotherham United, il joue ensuite au Sligo Rovers puis à Southend United avant de rejoindre la Nouvelle-Zélande où il évolue à Gisborne City puis à Nelson United. Il remporte avec ce club en tant qu'entraîneur-joueur la Coupe de Nouvelle-Zélande en 1977.
Il rejoint ensuite comme entraîneur Hamilton United AFC puis, comme adjoint de John Adshead, intègre la sélection néo-zélandaise qui se qualifie pour la Coupe du monde 1982. Il occupe le poste de sélectionneur de la Nouvelle-Zélande de 1985 à 1989.
Son fils Rory Fallon est également footballeur et international néo-zélandais.

## Biographie
Kevin Fallon commence sa carrière à 14 ans à Rotherham United. Défenseur prometteur, il est sélectionné en équipe scolaire d'Angleterre du Nord. Il signe professionnel au sein de son club formateur à l'âge de 17 ans et apparaît alors en équipe première comme premier remplaçant. En conflit avec son entraîneur Jack Mansell pour des raisons salariales, il quitte le club et rejoint, en 1967, Sligo Rovers, club du championnat irlandais.
Après un essai d'un mois, il signe un contrat avec le club et, fait ses débuts sous ses nouvelles couleurs le 20 août 1967, face à St. Patrick's Athletic, une victoire deux buts à un. Il dispute trois saisons au club avec qui il est finaliste de la Coupe d'Irlande en 1970. L'année suivante, il est transféré à Southend United pour 1 000 livres. Après une saison et demie avec ce club et en fin de contrat, il rejoint la Nouvelle-Zélande et signe au Gisborne City.
Défenseur puissant et physique, il connaît de nombreuses blessures au genou qui l’empêche de devenir international néo-zélandais. Après trois saisons à Gisborne City, la dernière comme entraîneur-joueur, il est licencié en 1974 à la suite d'une altercation avec Ken Dugdale et rejoint alors Nelson United, club de deuxième division toujours comme entraîneur-joueur. Deuxième de la ligue du centre en 1975, Kevin Fallon recrute les jeunes et futurs internationaux Kenny Cresswell, Keith Mackay et Peter Simonsen. Il remporte le titre l'année suivante et monte en division 1 puis en 1977, le club remporte la Coupe de Nouvelle-Zélande, le premier trophée de leur histoire. En 1978, Kevin Fallon s'engage avec Hamilton United AFC. Il se fait remarquer par son intransigeance en faisant licencier deux des joueurs les plus populaires du club arrivés en retard à l'entraînement. Il est démis de ses fonctions en cours de saison à la suite de problèmes avec les joueurs.
Il est alors appelé par John Adshead le sélectionneur néo-zélandais pour devenir son adjoint. Avec ce duo, la Nouvelle-Zélande réussit tout d'abord la première grande performance de son histoire en battant le Mexique quatre buts à zéro en match amical puis, se qualifie pour la Coupe du monde après 15 matchs de qualification.
Après la Coupe du monde, il revient à Gisborne City avec qui il remporte le championnat en 1984 puis entraîne North Shore United, Mount Maunganui AFC puis prend en mai en 1985 la sélection néo-zélandaise. il échoue à qualifier les All Whites à la Coupe du monde 1986 et quitte son poste en décembre 1988 sur un bilan de 17 victoires, 11 nuls et 22 défaites. Il dirige également à deux reprises la sélection néo-zélandaise des moins de 17 ans,. Après avoir diriger également en 2001 la franchise des New Zealand Knights FC, il est actuellement l'entraîneur d'Eastern Suburbs AFC depuis 2012.
Il est élu en 1999 et 2000 entraîneur de l'année en Nouvelle-Zélande et personnalité de l'année à quatre reprises. Introduit au temple de la renommée du football néo-zélandais en 1995, il reçoit en 2007 l'Ordre du mérite de Nouvelle-Zélande.
Son fils Rory Fallon est également footballeur et international néo-zélandais, il est l'auteur du but de la qualification à la Coupe du monde 2010 lors du match de barrage disputé contre le Bahreïn.